# Jorge do Carmo
Jorge do Carmo Silva (Anadia, 16 de junho de 1966), mais conhecido como Jorge do Carmo ou Dr. Jorge do Carmo, é um advogado e político brasileiro, filiado ao Partido dos Trabalhadores (PT). 
Já foi secretário de habitação do município de Ferraz de Vasconcellos na gestão do prefeito Jorge Abissamra e chefe de gabinete do vereador da cidade de São Paulo Senival Moura e chefe de gabinete da subprefeitura de Guaianases na gestão de Fernando Haddad.
Atualmente exerce o cargo de deputado estadual pelo estado de São Paulo, eleito com 61.751 votos nas eleições de 2018. Foi reeleito em 2022 para o cargo, obtendo 82.054 votos.